# Josef Anton Hafner
Josef Anton Hafner (* 15. August 1709 in Türkheim; † 1756 ebenda) war ein deutscher Maler aus dem oberschwäbischen Türkheim.

## Leben
Er war der Sohn eines Schneiders und absolvierte seine Ausbildung vermutlich bei dem ebenfalls aus Türkheim stammenden Maler Johann Georg Bergmüller in Augsburg. Das früheste Werk, das Josef Anton Hafner zugeschrieben wird, ist ein Altarblatt mit der Darstellung des heiligen Georg in Lindenberg im Allgäu. Im Jahre 1732 wurde er für mehrere Arbeiten in der Kirche St. Magnus in Unterrammingen bezahlt, darunter auch das verloren gegangene Hochaltarbild mit dem heiligen Magnus. Ein Jahr später führte er dort Ausbesserungsarbeiten durch. Für die Allerseelen-Bruderschaft in seinem Heimatort Türkheim lieferte er eine beidseitig bemalte Fahne. Diese Öl-auf-Leinwand-Arbeit zeigt auf einer Seite das Fegefeuer. Die Fahne wurde bis zum 20. Jahrhundert für Begräbnisse verwendet. Ruf schrieb ihm auch zwei nach 1733 ausgeführte ovale Deckengemälde in der Kapelle St. Peter und Paul in Unterirsingen zu. Für zwei großformatige Prozessionsfahnen der Corporis-Christi-Bruderschaft in Türkheim schuf er 1734 die Gemälde, zwei Jahre später malte er die Totenköpfe für eine Fahne der Allerseelen-Bruderschaft des Ortes. In der Pfarrkirche Mariä Himmelfahrt in Türkheim malte er 1736 unter anderem Wappen und Schilder. Auch die Christusfigur zum Heiligen Grab fasste er neu. Das erste bekannte umfangreichere Werk Josef Anton Hafners entstand 1740. Es ist das komplexe biblische und hagiographische Programm in der Klosterkirche Klosterbeuren. Darunter befindet sich das mit Joseph A. Hafner in Türkheim bezeichnete Bild der Anbetung der Könige auf der Südseite. Danach erhielt er weitere Aufträge mit ähnlichen Zyklen. Im Bodenseeraum soll 1745 er an mehreren größeren Deckengemälden in Kirchen beteiligt gewesen sein. Für die Pfarrkirche St. Jakob in Pfullendorf wurde 1743 ein Maler aus Türkheim beauftragt. Hierbei könnte es sich nach Ruf auch um Hafner gehandelt haben. Ein Jahr später malte er das neue Heilige Grab in St. Benno in Türkheim. Das als verloren geltende Altarbild des Hochaltars in der Türkheimer Pfarrkirche malte er im selben Jahr. Dort fasste er auch 1748 die von Ignaz Hillenbrand geschaffenen Figuren der neuen Krippe. Als sein größtes Werk gilt ein Hochaltarbild in der Pfarrkirche Heilig Geist in Unterapfeldorf. Es zeigt Maria als Rosenkranzkönigin und ist von ihm signiert und auf 1755 datiert. Josef Anton Hafner hat vermutlich auch des Öfteren für Privatleute gemalt, allerdings ist dies bisher nicht archivalisch gesichert. Er starb im Jahre 1756 an der Schwindsucht.
Als gut ausgebildeter Maler hatte er ein sicheres Gespür für leuchtendes Kolorit und dynamische Gesten der Figuren. Seine größeren Kompositionen weisen jedoch Flüchtigkeiten in Aufbau und Ausführung auf, die sich nicht auf Mitarbeiter oder Gehilfen beziehen. Josef Anton Hafner zählt mit seinen Malereien eher zur zweiten Garde der schwäbischen Barockmaler.

## Werke
- St. Johann Baptist in Königshausen, mittleres Deckenfresko im Chor, 1752, restliche Deckenbilder im Langhaus
- St. Johann Baptist in Oberzell, Ausmalung des Innenraums, Auftrag 1749, signiert und datiert 1750
- Gutshof des Reichsstifts Weißenau, Ausmalung des großen Saales 1753
- Schmerzhafte-Muttergottes-Kirche in Oberzell, Deckenmalerei nach 1750
- St. Peter und Paul in Weißenau, Ausmalung des Innenraums, signiert und datiert 1743 (Deckenfresken des Mittelschiffs von Karl Stauder)
- St. Peter und Paul in Sarnen in der Schweiz, Ausmalung des Innenraums, signiert und datiert 1741
- Kloster Klosterbeuren, Kirchenausmalung mit Fresken 1740
- Heilig-Geist-Kirche in Unterapfeldorf, Hochaltargemälde Maria mit dem Rosenkranz 1755